# بيدرينجو
بيدرينغو (بلهجة برغاماسك: Pedrèngh) هي بلدية تقع في مقاطعة بيرغامو، في لومبارديا، إيطاليا. تقع على بعد حوالي ٥٠ كم شمال شرق ميلانو وحوالي ٥ كم شرق بيرغامو. وفقًا لبيانات 31 ديسمبر 2004، بلغ عدد سكانها 5,321 نسمة، وتبلغ مساحتها {{3.6 كم².
تحد بيدرينغو البلديات التالية: ألبانو سانت أليساندرو، غورلي، سكأنزوروشياتي، سيرييت، تور دي روفيري.
تشتهر بيدرينغو بالفلل التي لا تزال قائمة حتى اليوم، والتي تعود إلى العائلات النبيلة والغنية التي اختارت المدينة مكانًا للإقامة في القرون الماضية. ساعدت الحدائق والمساحات الخضراء الشاسعة على جعل هذه الفلل المكان المثالي لقضاء أشهر الصيف، وكانت أيضًا بمثابة إقامات ريفية. من بين هذه الفلل: "فيلا سوتوكازا"، "فيلا بيريتسي"، "فيلا فريتسوني"، و"بالازو دونادوني".